# One World One Love
One World One Love é um álbum de estúdio do músico, cantor e compositor estadunidense Michael Bolton, lançado em 2009.

## Faixas
1. "Ready For You" (N Atweh/A Messinger/M Bolton)
2. "Just One Love" (J Omley/M Mani/M Bolton) - Produzido por The JAM
3. "Need You To Fall" (J Winans/M Kearney/J Bell/S Lawrence/R Marvin)
4. "Hope It's Too Late" (K Livingston/E Kiriakou/M Bolton)
5. "Can You Feel Me" (T Jackson/T Chin/B Jobson/N Case)
6. "The Best" (S Smith/M Bolton/M Mani/J Omley) - Produzido por The JAM
7. "Murder My Heart" (Ft. Lady Gaga) (M Bolton/M Mani/J Omley/S Germanotta)
8. "You Comfort Me" (N Atweh/M Bolton/A Messinger)
9. "Sign Your Name" (S Maitreya (Sananda Maitreya)
10. "Invisible Tattoo" (S Robinson)
11. "Survivor" (J Omley/M Bolton/M Mani) - Produzido por The JAM
12. "Crazy Love" (Van Morrison)

## Desempenho nas paradas

### Álbum
| Paradas (2009)  | Melhor posição |
| --------------- | -------------- |
| UK Albums Chart | 19             |